# 티프라나비르
티프라나비르(Tipranavir, TPV 혹은 tipranavir disodium)은 비펩타이드형 단백질분해효소 억제제(PI)로 베링거인겔하임에서 상품명 Aptivus으로 제조된다. 티프라나비르는 리토나비르ritonavir와 함께 처방되어 HIV 감염을 치료하기 위해 병용투여된다.

## 의학적 사용
티프라나비르는 다른 단백질 분해효소 억제제에 저항성을 보이는 바이러스의 복제를 억제하는 능력을 갖고 있으며 다른 치료제에 저항성을 보이는 환자들에게 권해진다. 티프라나비르에 저항성을 보이기 위해서는 다양한 변이가 나타나야한다. 티프라나비르는 미국 식품의약국(FDA)에 2005년 7월 22일에 승인되었고, 2008년 7월 24일에 소아과에서의 사용이 승인되었다.

## 사용금지사항 및 상호작용
티프라나비르는 오직 ritonavir와 다른 항레트로바이러스제 약물과의 병용으로만 투여되어야만하며 해당 질병에 대해 치료를 받아본 적이 없는 환자( treatment-naïve patients)들에게는 승인되지 않았다. 로피나비르와 아타자나비르와 같이, 효능이 높으며 약물 저항을 보이는 환자들을 위한 salvage 치료법에 효과적이다.

## 유해 효과
하지만 티프라나비르의 부작용은 매우 극심할 수 있고 이는 다른 항레트로바이러스제들보다도 심할 수 있다. 뇌내출혈, 간염, 간경변증, 저혈당, 당뇨병 등이 나타난다. 티프라나비르는 총 콜레스테롤과 총 트리글리세리드(triglyceride)를 높이는 것으로 관찰되어왔다.
Aptivus(티프라나비르의 상품명) 라벨에는 간독성과 뇌내출혈을 언급하는 검은색의 경고(boxed warning)가 있다.

## 참고 문헌
1. ↑  “Aptivus- tipranavir capsule, liquid filled Aptivus- tipranavir solution”. 《DailyMed》. 2020년 6월 26일. 2020년 12월 2일에 확인함.
2. ↑  Doyon, Louise; Tremblay, Sonia; Bourgon, Lise; Wardrop, Elizabeth; Cordingley, Michael G. (2005년 10월). “Selection and characterization of HIV-1 showing reduced susceptibility to the non-peptidic protease inhibitor tipranavir”. 《Antiviral Research》 (영어) 68 (1): 27–35. doi:10.1016/j.antiviral.2005.07.003.
3. ↑  Buxeraud, Jacques; Skrzypek, Alexis (2008년 6월). “Aptivus® - tipranavir”. 《Actualités Pharmaceutiques》 47 (475): 51–54. doi:10.1016/s0515-3700(08)70197-6. ISSN 0515-3700.